# Чернышёв, Владимир Дмитриевич
Влади́мир Дми́триевич Чернышёв (21 июня 1951, Починок Смоленской области — 4 мая 2004, Падуя, Италия) — советский волейболист, игрок сборной СССР (1974—1981). Олимпийский чемпион 1980, чемпион мира 1978, обладатель Кубка мира 1977, четырёхкратный чемпион Европы. Нападающий. Заслуженный мастер спорта СССР (1978).

## Биография
Выступал за команду «Буревестник»/МВТУ (Москва) (до 1983 года). В её составе стал бронзовым призёром чемпионата СССР 1977, обладателем Кубка СССР 1972. В составе сборной Москвы становился чемпионом (1975 и 1979) и серебряным призёром (1983) Спартакиад народов СССР. С 1983 играл в командах Болгарии и Италии.
В сборной СССР в официальных соревнованиях выступал в 1974—1981 годах. В её составе: олимпийский чемпион 1980, серебряный призёр Олимпийских игр 1976, чемпион мира 1978, серебряный призёр мирового первенства 1974, победитель розыгрыша Кубка мира 1977, четырёхкратный чемпион Европы (1975, 1977, 1979, 1981).
Последние годы жил с семьёй в Италии. Умер в Падуе 4 мая 2004 года.

## Источник
- Волейбол. Энциклопедия/Сост. В. Л. Свиридов, О. С. Чехов. — Томск: Компания «Янсон», 2001.